# Избиение младенцев

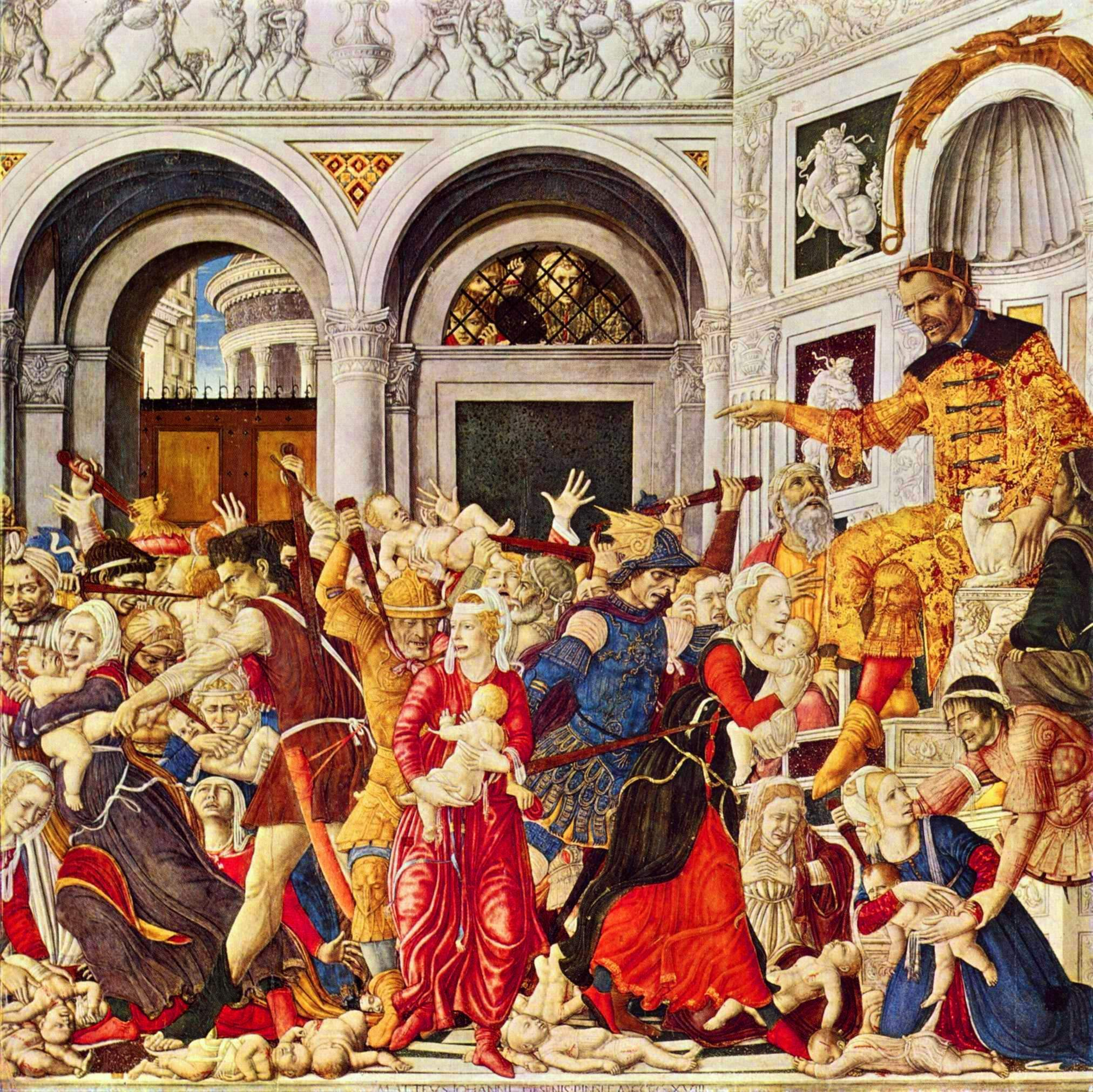
«Избиение младенцев». Маттео ди Джованни, 1488. Музей Каподимонте

Избие́ние младе́нцев — эпизод новозаветной истории, описанный в Евангелии от Матфея. Согласно мнению ряда учёных, распространённый мотив, встречающийся во многих культурах, в мифах о «чудесном ребёнке» и его спасении (см. Избиение младенцев (мотив)).
Убитые младенцы почитаются рядом христианских церквей как святые мученики: в православии их память совершается 29 декабря (11 января), в католицизме 28 декабря.

## Евангельское повествование
Избиение младенцев описывается только в Евангелии от Матфея.
Согласно евангельскому рассказу, волхвы, пришедшие поклониться новорождённому Иисусу, не выполнили просьбу иудейского царя Ирода Великого и не сообщили ему местонахождение младенца.

Тогда Ирод, увидев себя осмеянным волхвами, весьма разгневался, и послал избить всех младенцев в Вифлееме и во всех пределах его, от двух лет и ниже, по времени, которое выведал от волхвов.

Далее евангелист сообщает, что избиение было предсказано пророком Иеремией (Иер. 31:15). Согласно евангельскому рассказу, Иисус спасся благодаря бегству в Египет, куда Иосифу Обручнику повелел отправиться явившийся во сне ангел.

## Апокрифические истории

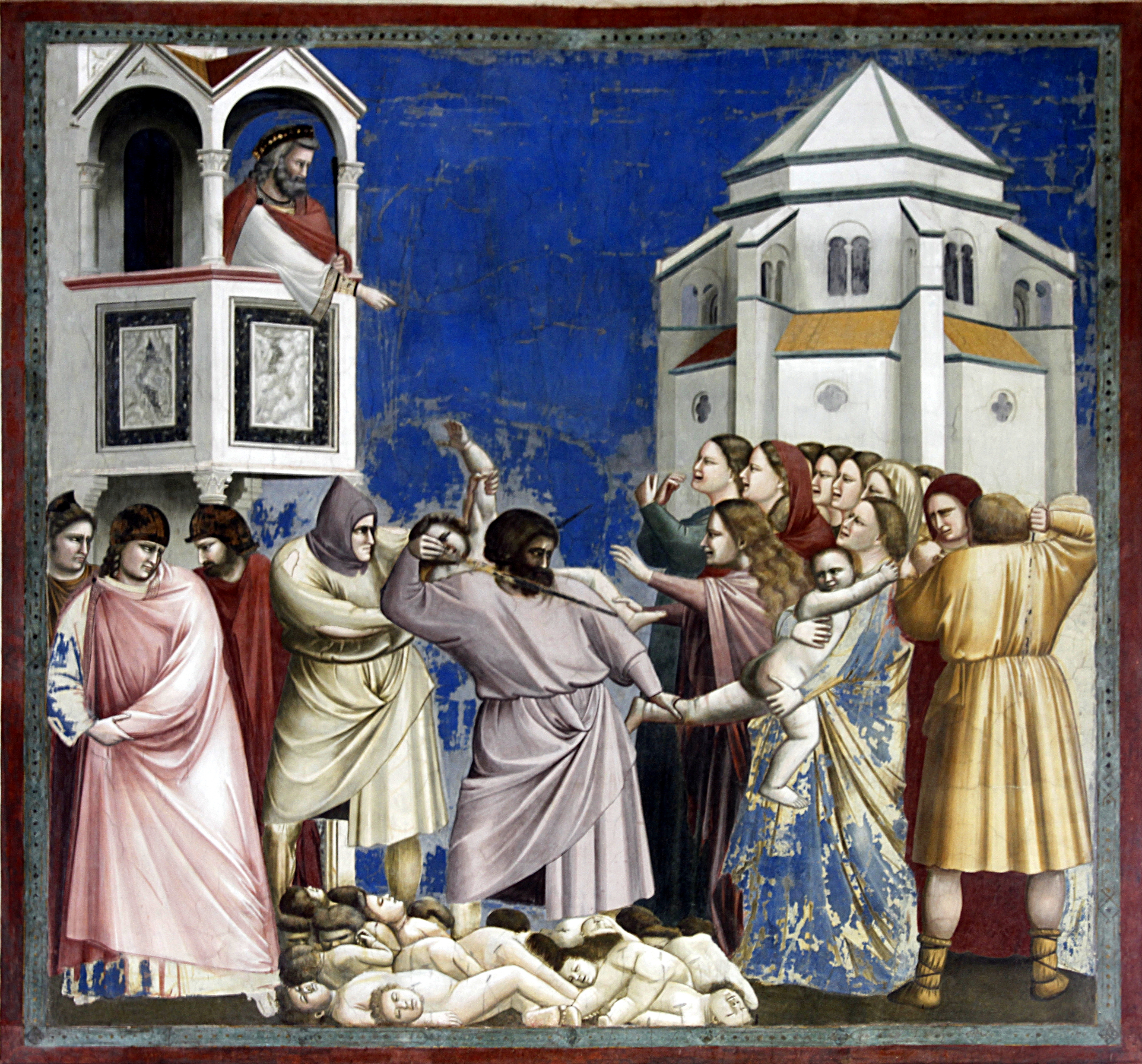
«Избиение младенцев» Фреска Джотто. Капелла Скровеньи. Около 1305 года

Об избиении младенцев повествуют так называемые апокрифические «евангелия детства»: «Протоевангелие Иакова» и «Евангелие Псевдо-Матфея».
Наиболее подробно этот эпизод описан в протоевангелии, которое относят ко второй половине II века. Кроме повторения рассказа евангелиста Матфея, в апокрифе содержатся подробности о спасении Иоанна Крестителя его матерью праведной Елизаветой.

Елизавета, услышав, что ищут Иоанна (сына её), взяла его и пошла на гору. И искала места, где спрятать его, но не нашла. И воскликнула громким голосом, говоря: гора Бога, впусти мать с сыном, и гора раскрылась и впустила её. И свет светил им, и ангел Господен был вместе с ними, охраняя их.

Далее апокриф рассказывает об убийстве отца Иоанна — священника Захарии, который отказался сообщить о местонахождении своего сына.
Евангелие Псевдо-Матфея полностью повторяет рассказ канонического Евангелия, не добавляя к нему каких-либо подробностей.

## Богословское толкование

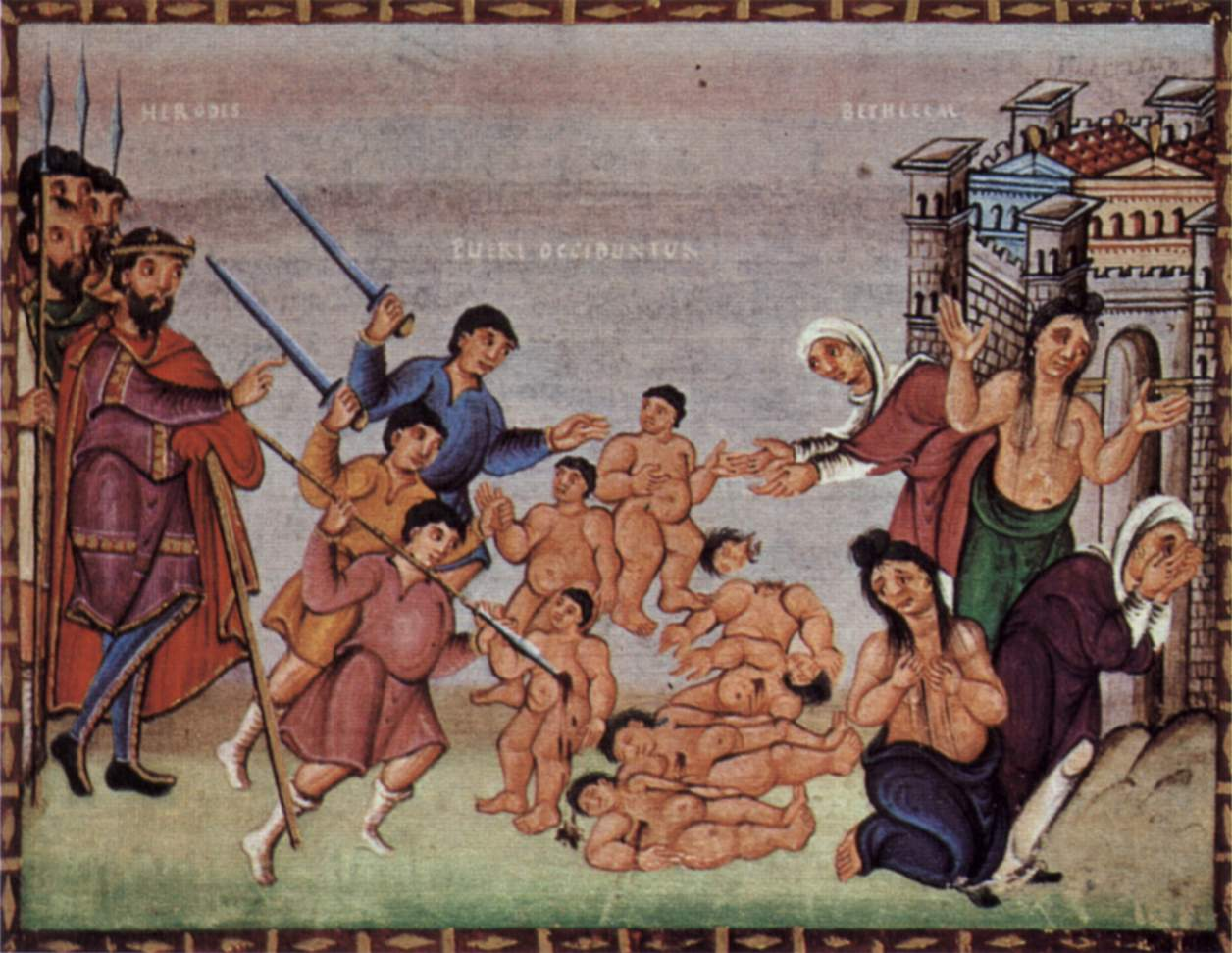
«Избиение младенцев» (Кодекс Гертруды, X век)

Феофилакт Болгарский в своём толковании Евангелия от Матфея пишет, что избиение младенцев произошло по промыслу Божьему, о чём свидетельствует приводимое у Матфея пророчество Иеремии. По его мнению, это было совершено, «чтобы обнаружилась злоба Ирода». В отношении же самих жертв Феофилакт пишет:

Притом младенцы не погибли, но сподобились великих даров. Ибо всякий, терпящий здесь зло, терпит или для оставления грехов или для умножения венцев. Так и сии дети больше увенчаны будут.

Церковное предание указывает различное количество погибших младенцев; в византийской традиции принята цифра 14 тысяч, в сирийской — 64 тысячи.
Критики большого количества убитых младенцев обычно обращают внимание на то, что избиение упомянуто Матфеем, но о нём не пишет Иосиф Флавий. Брюс Алворд утверждает, что население всего Вифлеема в те времена не превышало 1000 человек, соответственно, при рождаемости 30 детей в год, младенцев мужского пола в возрасте до двух лет должно было найтись никак не более 20.
Иные ссылаются на приведённые Матфеем слова Иеремии, предполагая, что жертв было гораздо больше. Некоторые историки и богословы обращают внимание на огромное стечение народа в Вифлеем, согласно Евангелию от Луки, в котором упоминается, что Иосиф и Мария шли в Вифлеем из-за переписи населения, город при этом был переполнен, и им нашлось место только в хлеву.

## Историчность
Предание об избиении младенцев отсутствует в античных нехристианских источниках. Историки обращают особое внимание, что главный источник о царствовании Ирода — труд античного историка Иосифа Флавия «Иудейские древности» — не содержит упоминаний о резне младенцев в Вифлееме. Царь Ирод Великий, который, согласно Евангелию, приказал убить младенцев, умер в 4 г. до н. э. (по другим данным, 1 г. до н. э.). Что согласуется с общепринятым воззрением на год Рождества — считается, что Иисус Христос родился в период с 7 года до н. э. по 4 год до н. э.
Среди тех учёных, которые подвергают сомнению историчность резни младенцев, Геза Вермеш и Эд Сандерс (англ. E. P. Sanders) рассматривают предание как творческую агиографию. Некоторые учёные считают, что история — придуманное исполнение древнего пророчества. Евангелист в начале повествования стремится показать, что эпизоды биографии Иисуса были предсказаны ветхозаветными пророками. После сообщения о резне младенцев он ссылается на пророка Иеремию: «Тогда сбылось реченное через пророка Иеремию, который говорит…» (Мф. 2:17). Роберт Айсенман настаивает, что исторической основой для предания стал приказ Ирода о казни его собственных сыновей. Этот поступок Ирода, о котором пишет Иосиф Флавий, шокировал его современников.
Дэвид Хилл признает, что эпизод «не содержит ничего, что являлось бы исторически невозможным», но добавляет, что «подлинный интерес евангелиста состоит … в отражении исполнения Ветхого завета». Стивен Харрис и Раймонд Браун аналогично утверждают, что цель евангелиста — представить Иисуса как мессию, а казнь младенцев как исполнение пророчеств Осии и Иеремии. Браун также считает, что образцом для предания послужил рассказ о детстве Моисея, его рождении, спасении и приказе фараона об убийстве первенцев евреев.

## В искусстве

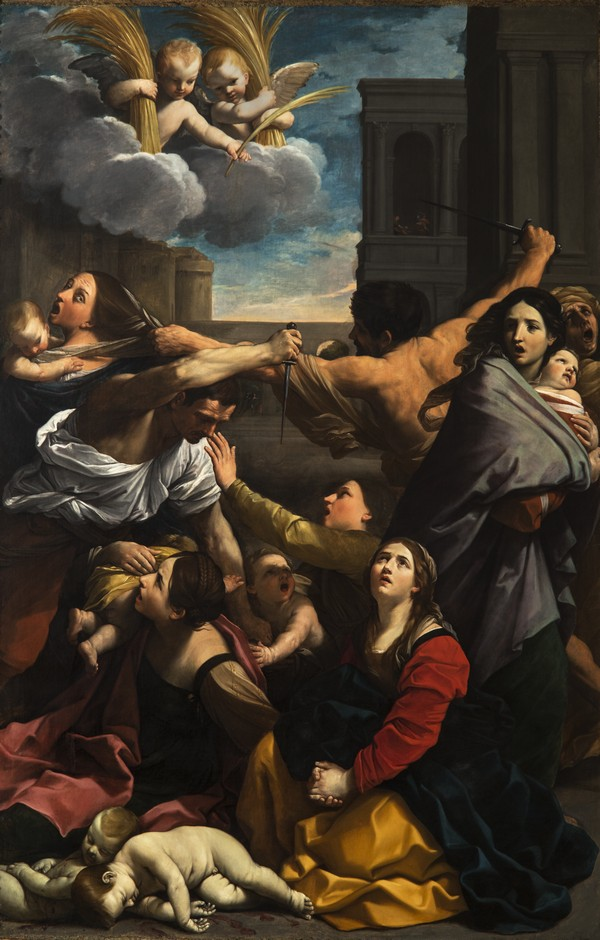
«Избиение младенцев» Гвидо Рени (1611—1612), Национальная пинакотека Болоньи

«Coventry Carol» — английская рождественская песня (кэрол) XVI века традиционно исполнялась как часть библейской мистерии. Песня составлена в виде колыбельной, которую поют матери обречённым детям.

### В изобразительном искусстве

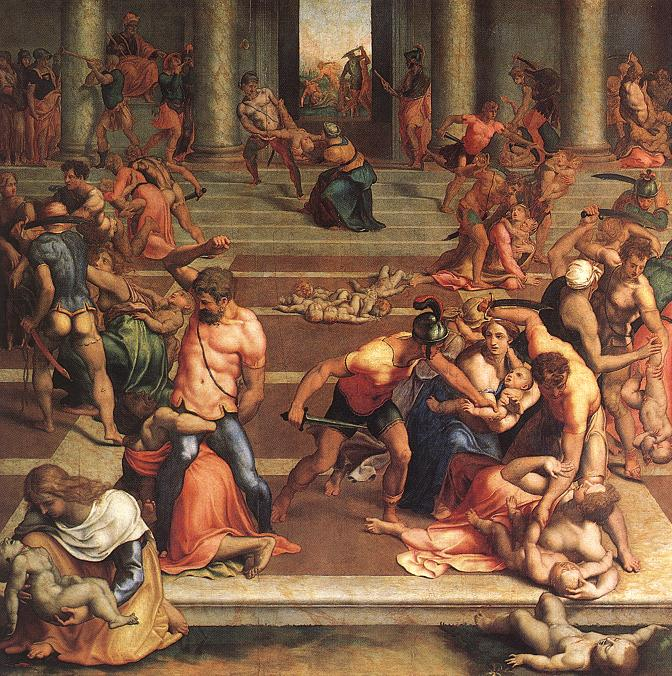
«Избиение младенцев» Даниэле да Вольтерра (1557), Уффици.

Евангельское избиение младенцев является редкой сценой для раннехристианского искусства. Известна мозаика римской церкви Санта Мария Маджоре, датируемая V веком (Ирод, сидящий на троне, изображён в нимбе (знак царского величия), он даёт воинам знак умертвить младенцев, а рядом изображена толпа женщин с распущенными в знак печали волосами, которые держат на руках детей). Эта мозаика не показывает кровавую сцену убийства, а лишь даёт намёк на него.
Начиная с эпохи Возрождения художники старались изобразить драматизм этой сцены, акцентируя внимание на самом убийстве младенцев и горе их матерей: вооружённые воины выхватывают детей из рук их плачущих матерей, на земле изображается множество убитых и окровавленных младенцев. На изображениях часто присутствует Ирод, наблюдающий за расправой либо с балкона (Джотто), либо с трона, установленного на возвышении (Маттео ди Джованни).
Следуя апокрифическому рассказу, в сцене избиения младенцев изображается праведная Елизавета, убегающая от воинов, вместе со спрятанным в складках её платья Иоанном Крестителем. Могут присутствовать также изображения ангелов с пальмовыми ветвями (Гвидо Рени), которые предназначены младенцам как символ их мученичества.
А Брейгель Старший на своей картине (1566) перенёс сюжет из Вифлеема в зимнюю голландскую деревню.

## Идиома
В переносном значении фраза означает чрезмерную и необоснованную жестокость по отношению к беззащитным людям. В ироническом же смысле (характе́рном для современного, постмодернистского обще(ственно)го контекста — см., например, описание концепции постмодерн(изм)а в трактовке У. Эко) данное словосочетание может употребляться для описания очень легко доставшейся победы над кем- или чем-либо; при этом, в том же контексте, вполне возможно и двух- или даже более — (много)слойное смыслообразование в употреблении фразы — наподобие того, что случилось, в итоге, с задачей истребления всех младенцев города в описываемом эпизоде, и была ли цель достигнута.

## Комментарии
1. ↑  При этом Иосиф Флавий утверждает, что Ирод умер, «процарствовав тридцать четыре года после умерщвления Антигона [после завоевания Иерусалима] и тридцать семь лет после провозглашения себя царём со стороны римлян»[3]. Это может указывать на то, что дата его смерти — 2 год до н. э. или начало 1 года до н. э., то есть до традиционной даты Рождества Христова.